# المجلس المصري للشؤون الخارجية
المجلس المصري للشؤون الخارجية منبر مصري يعمل على تمثيل المجتمع المدني المصري والمساهمة في مناقشة قضاياه وتعميق وعي الراي العام بها وتقديم افكاره ومبادراته بشانها، وكذلك تقديم منبر يتحدث من خلاله الشخصيات الاجنبية الرسمية وغير الرسمية التي تزور مصر لكي تلتقي بممثلي المجتمع المدني المصري وتتحاور معها حول مختلف القضايا فضلا عن العلاقات الثنائية بين دولها ومنظماتهم ومصر، وفي نفس الوقت ان اقامة صلات عمل وتعاون مع المراكز المماثلة له والمؤسسات المهتمة بالسياسة الخارجية في الخارج.
ويضم نخبة من المهتمين بالسياسة الخارجية حول هذه الأهداف تتميز بالتنوع في خلفياتها المهنية والتي تضم دبلوماسيين وأكاديميين وعسكريين ورجال أعمال وكتاب وشخصيات عامة.
وتم اشهار المجلس وفقا للقانون رقم 32 لسنة 1964 تحت رقم 413 بتاريخ 2 مايو 1999 بالإدارة المركزية للجمعيات بوزارة الشئون الاجتماعية.

## الأعضاء
من أبرز أعضائه:
- د. نبيل العربي أمين عام جامعة الدول العربية السابق
- السفير عبد الرؤوف الريدي، الرئيس الشرفي للمجلس
- الدكتور أيمن سلامة، أستاذ القانون الدولي
- د. أسامة الغزالي حرب
- د. منى مكرم عبيد
- منير فخري عبد النور، وزير السياحة المصري السابق.
- السفير د محمد إبراهيم شاكر
- اللواء/ أحمد عبد الحليم، الخبير الاستراتيجي والأمني
- اللواء طيار اركان حرب/ هشام الحلبي، الخبير الاستراتيجي والأمني